# Струнге, Лукас
Лукас Струнге (дат. Lucas Strunge, род. 1 февраля 2006, Veerst, Южная Дания) — датский профессиональный велогонщик, специалист по маунтинбайку и гравийному велоспорту.

## Карьера
Струнге известен своим участием в различных велосипедных соревнованиях и активно участвует в юниорских соревнованиях, включая Tour de Himmelfart Juniors.

### Достижения
| 2020 Кубок Vestergades cyckler MTB: 3-й на 2-м этапе 3-й на 3-м этапе 2021 Кубок Club la Santa MTB: 3-й на 4-м этапе 3-й на 5-м этапе 2022 5-й этап кубка Club la Santa MTB 6-й на Чемпионате Дании, кросс-кантри марафон (XCM) 2023 1-й этап Кубка Vestergades cyckler MTB 5-й на 3-м этапе Bent Pedersen Cup 2024 8-й на Serbia Epic basak tractor Andrevlje XCO #1 | 2021 4-й на 4-м этапе Кубка по велокроссу // Skrænten CC & JC Cykelklub 2023 Læborg Løbet 2024 10-й на Deloitte løbet — Kolding BC Juniors 2023 8-й на Чемпионате Дании по гравийному велоспорту 2024 Spring Classic GRVL Experience, Кубок DCU по гравийному велоспорту UCI gravel challenge Blåvandshuk, открытая гонка |